# Friedrich Michelis

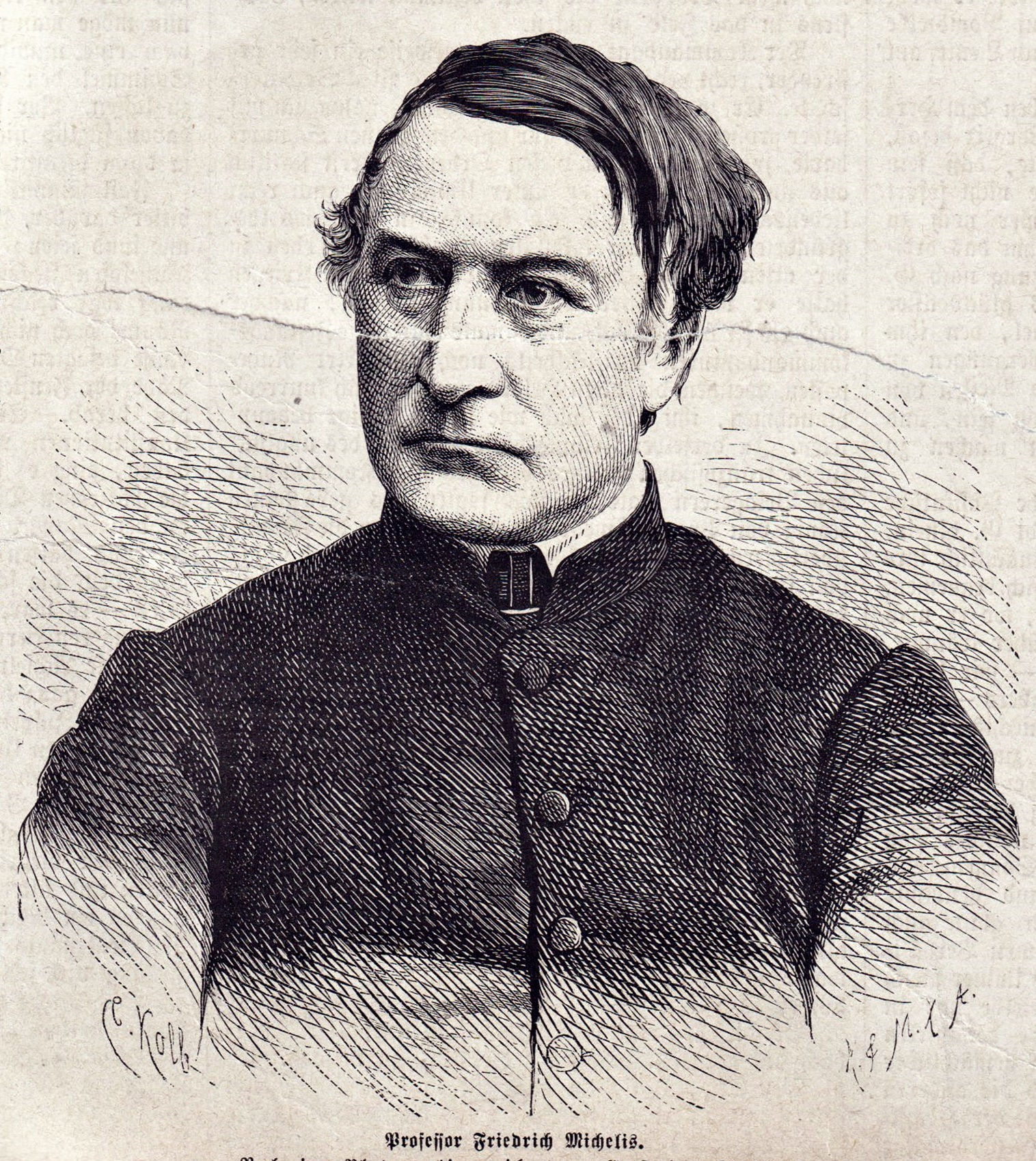
Friedrich Michelis.

Friedrich Bernhard Ferdinand Michelis, född den 27 juli 1815 i Münster, död den 28 maj 1886 i Freiburg im Breisgau, var en tysk teolog och filosof.
Michelis blev 1864 professor i filosofi vid lyceum i Braunsberg. Han bekämpade i flera skrifter (bland andra Der kirchliche Standpunkt in der Naturforschung, 1855; Der Materialismus als Köhlerglaube, 1856; Häckelogenie, 1876) darwinism och materialism, men försvarade även gentemot jesuiterna den romersk-katolska vetenskapens frihet (Kirche oder Partei?, 1865), liksom han också bestred läran om påvens ofelbarhet. Mot ofelbarhetsläran riktade han skriften Die Unfehlbarkeit des Papstes (1869). När Första Vatikankonciliet fastställt denna lära, anklagade Michelis öppet Pius IX för att vara en kättare och kyrkans fördärvare. På grund av detta exkommunicerad (1871), verkade han sedermera med iver i tal och skrift (särskilt i tidskriften Der Katholik) för de åsikter, som fann sitt uttryck i gammalkatolicismen: Han var även en av de få mera framstående ledarna för denna rörelse, vilka på synoden 1878 röstade för det då antagna förslaget om avskaffandet av prästernas nödtvungna celibat. Bland hans filosofiska skrifter bör nämnas Geschichte der Philosophie von Thales bis auf unsere Zeit (1865) och Die Philosophie des Bewusstseins (1877, mot Eduard von Hartmann). Michelis var en av de främsta ledarna för gammalkatolicismen och från 1874 själasörjare i den gammalkatolska församlingen i Freiburg.